# Грачёвка (Пономарёвский район)
Грачёвка — посёлок в Пономарёвском районе Оренбургской области в составе Максимовского сельсовета.

## География
Находится на расстоянии примерно 19 километров по прямой на юго-восток от районного центра села Пономарёвка.

## История
Основан посёлок жителями села Максимовка в период 1924—1928 годов.

## Население
Постоянное население составляло 36 человек в 2002 году (русские 89 %), 16 в 2010 году.